# Saveljevia spissignathus
Saveljevia spissignathus är en rundmaskart som först beskrevs av Allgen 1940.  Saveljevia spissignathus ingår i släktet Saveljevia och familjen Enoplidae. Inga underarter finns listade i Catalogue of Life.